# Península Escandinava
A Península Escandinava (em norueguês:  Skandinaviske halvøya,  em finlandês:  Skandinavian niemimaa e em sueco:  Skandinaviska halvön) é uma península do Norte da Europa, abrangendo toda a Suécia, a maior parte da Noruega e o noroeste da Finlândia.

É a maior península da Europa, com uma área aproximada de 750 000 km², um comprimento de 1 850 km e uma largura entre 370 e 805 km.
Supera em dimensão a Península Ibérica, a Península Itálica e a Península dos Balcãs.
Está rodeada a Norte pelo Oceano Glacial Ártico, a Oeste pelo Mar da Noruega e pelo Mar do Norte, e a Sul e a Leste pelo Mar Báltico. O Mar do Norte e o Mar Báltico estão ligados pelos estreitos de Escagerraque, Categate e Öresund, separando a Noruega e a Suécia da Dinamarca.

## Países
- Suécia
- Noruega
- Finlândia (Lapônia)

## Geografia
|                        |  |                        |
| Península escandinava. |  | Península escandinava. |

### Rios
O maior rio da Escandinávia é o Gota e o Clar - perfazendo juntos 720 km.